# Весна Оборина
Весна Оборина (Мостар, 1944) љекар је и књижевник.

## Биографија
Рођена је 1944. године у Мостару. Медицински факултет завршила је у Београду, а специјализацију и магистарску тезу одбранила у Сарајеву. До 1992. године је живјела и радила у Мостару. Тренутно живи у Подгорици.